# Bitwa o Kijów (1918)
Bitwa o Kijów (1918) (także Szturm na Kijów) – bitwa w lutym 1918 roku pomiędzy wojskami Rosji Sowieckiej i Ukraińskiej Republiki Ludowej. Rosyjscy historycy interpretują te wydarzenia jako część wojny domowej w Rosji.

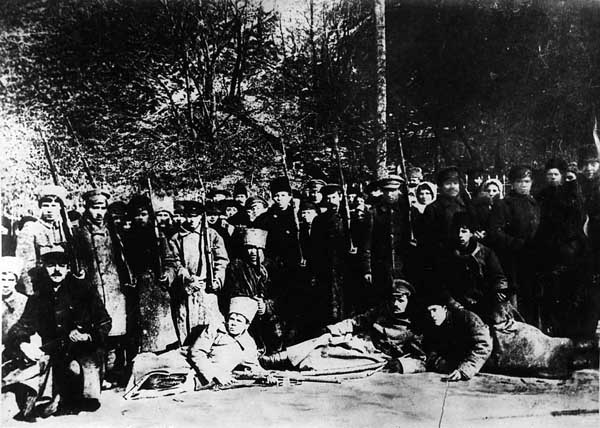
Oddział czerwony, który brał udział w zdobyciu miasta

Po bitwie pod Krutami, która zdołała opóźnić natarcie bolszewików na Kijów i dała czas tym, którzy chcieli się ewakuować, Armia Czerwona zbliżyła się do przedmieść Kijowa 4 lutego 1918 r., gdzie Michaił Murawiow wydał rozkaz ataku. Podczas zdobywania Kijowa użyto trującego gazu, przeprowadzono masowy ostrzał, który nie ustał przez kilka dni (bolszewicy wystrzelili w mieście do 15 000 pocisków), w wyniku czego m.in. dom Mychajła Hruszewskiego został zniszczony. Przywódcy radzieccy nie próbowali ukrywać użycia broni chemicznej – ta została zakazana dopiero w 1925 roku na mocy Protokołu Genewskiego.

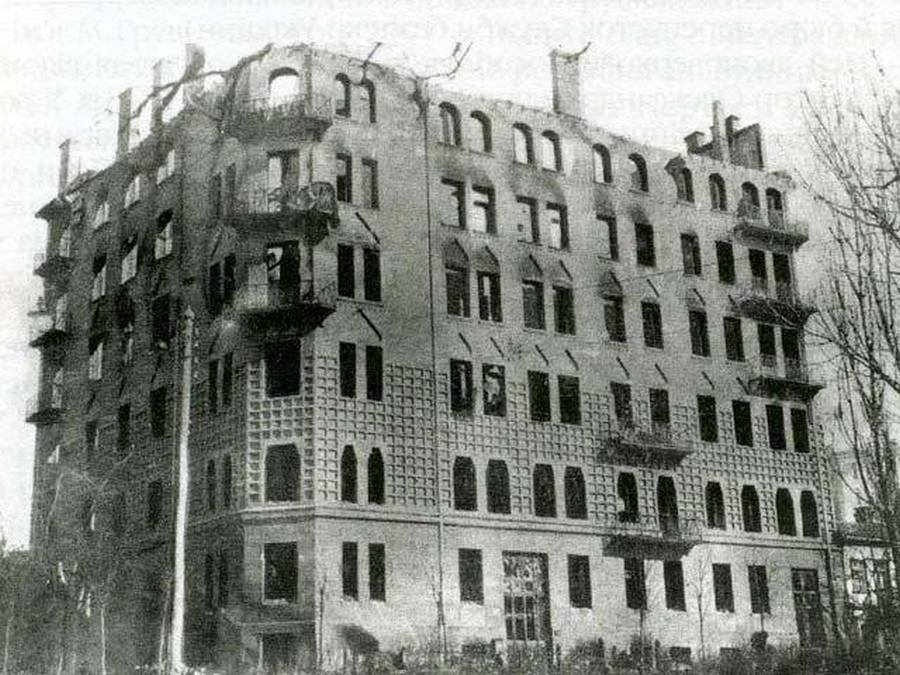
Budynek Hruszewskiego po bombardowaniu

Na Placu Dumy (Plac Niepodległości) Michaił Murawjow spotkał się z delegacją rady miejskiej na czele z ówczesnym burmistrzem Jewgenem Riabcowem. Andrej Połupanow został mianowany sowieckim dowódcą Kijowa. Po wkroczeniu do miasta wojska radzieckie otrzymały rozkaz rozstrzelania około 5000 cywilów, których uważali za wrogów (część czerwonego terroru. Wśród zabitych było tylko dwóch polityków: sekretarz ds. gruntów Ukraińskiej Republiki Ludowej Oleksandr Zarudny i członek Centralnej Rady Isak Pugach. Po akcji „Faustschlag” wiosną 1918 r. w kijowskich parkach odkryto tysiące na wpół rozłożonych ciał ludności cywilnej.